# Labidiaster radiosus
Labidiaster radiosus är en sjöstjärneart som beskrevs av Lutken 1871. Labidiaster radiosus ingår i släktet Labidiaster och familjen Labidiasteridae. Inga underarter finns listade i Catalogue of Life.